# Čadská pánev
Čadská pánev je kotlina a bezodtoká oblast ve střední Africe.

## Geografie
Čadská pánev leží na území Čadu, Nigeru, Nigérie a Kamerunu. Tvoří ji tři velké sníženiny: Na severu leží kotlina Bodélé, na jihozápadě kotlina Čadského jezera a na jihovýchodě kotlina jezera Fitri.
Severní část zasahuje do Sahary a sousedí zde s pohořím Tibesti. Na jihu je od Konžské pánve oddělena plošinou Azandé. Východní část sousedí s Ennedi a Wadajskými horami. Od údolí řeky Benue je na jihu a jihozápadě oddělena Mandarským pohořím a výšinami plošiny Jos. Západní část sousedí s pohořím Aïr. Severozápadní část povodí Čadské pánve zasahuje až do pohoří Ahaggar.
Nejnižší místo má nadmořskou výšku 155 metrů a leží v kotlině Bodélé.
Jižní část je odvodňována řekou Šari a jihozápadní řekou Komadougou Yobe.
Podle geomorfologických a paleogeografických studií byla velká část kotliny dříve dnem zaniklého jezera Mega-Čad.